# Нелюбин, Адриан Ефимович
Адриан Ефимович Нелюбин (1900, Кудара — не ранее 1974) — советский горный инженер-геолог, лауреат Сталинской премии 1949 года.

## Биография
Родился в с. Кудара, недалеко от Байкала. Учился в сельской школе, в Читинской учительской семинарии, где стал посещать социал-демократический кружок.
В 1918—1919 годах подпольщик в Чите и Иркутске. В декабре 1919 года участник антиколчаковского восстания, затем до апреля 1920 года служил в армии. Некоторое время работал секретарём Кабанского райисполкома и учителем в родном селе.
В ноябре 1921 года зачислен на подготовительные курсы при Иркутском политехническом институте, в 1922 году на его первый курс. После закрытия политеха в 1923 году перевёлся в Московский горный институт на геолого-разведочный факультет, который окончил в 1930 году.
В 1930—1933 начальник геолого-разведочных работ Дарасунского рудника комбината «Главзолото» (там проходил преддипломную практику).
В 1933—1937 аспирант, научный сотрудник Всесоюзного института минерального сырья (ВИМС). В 1937—1938 начальник геолого-разведывательной конторы Лениногорского полиметаллического комбината (Алтай). В 1938—1940 в аппарате Всесоюзного треста «Цветметразветка»: и. о. начальника техотдела, главный инженер и зам. управляющего, врио управляющего.
С апреля 1940 по август 1946 года на Норильском металлургическом комбинате: старший геолог, заместитель начальника Геологического отдела. С 1941 года главный инженер Геологического управления, с 1945 г. главный геолог Горного управления и начальник геологической группы.
В 1946—1948 годах старший научный сотрудник НИИ-9. С 1948 по 1950 год главный геолог одного из подразделений СГАО «Висмут» (ГДР), главный технолог горного предприятия. С лета 1950 г. начальник Ферганской экспедиции ВИМС. С лета 1952 года начальник отдела редких металлов Всесоюзной комиссии по запасам полезных ископаемых. С 1953 по 1966 год в ВИМС: руководитель группы, старший инженер — куратор сектора, инженер отдела научно-технической информации.
С 1966 года на пенсии.

## Награды
Сталинская премия первой степени 1949 года и орден Ленина — за разработку и осуществление новой системы горного вскрытия месторождений урана и за внедрение скоростных методов проходки горно-капитальных выработок (Указ Президиума ВС СССР от 29.10.1949).